# Flexão (linguística)

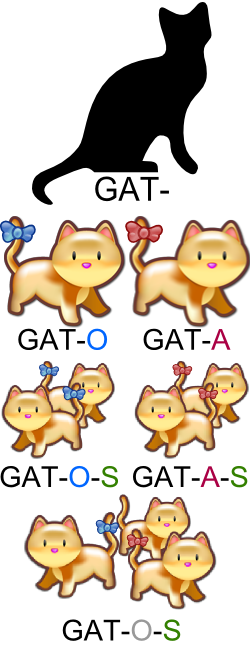
Flexão do lexema do português ou espanhol para "gato". O azul representa o gênero masculino, rosa representa o gênero feminino, cinza representa a forma usada para ambos os gêneros e o verde representa o número plural.

Na gramática, flexão ou inflexão é a modificação de uma palavra para expressar diferentes categorias gramaticais, como modo, tempo, voz, aspecto, pessoa, número, gênero e caso. A conjugação é a flexão dos verbos; a declinação é a flexão de substantivos, adjetivos e pronomes.
Uma flexão expressa uma ou mais categorias gramaticais com um prefixo, sufixo ou infixo explícito ou outra modificação interna, como uma mudança da vogal. Por exemplo, o latim ducam, que significa "eu vou levar", inclui um sufixo explícito -am, expressando pessoa (primeira), número (singular) e tempo (futuro). A utilização deste sufixo é uma flexão.
Línguas que têm algum grau de inflexão são as chamadas línguas sintéticas. Estas podem ser altamente flexionadas, como o latim, ou pouco flexionadas, como o inglês. Os idiomas que são tão flexionados que uma sentença pode consistir de uma única palavra altamente flexionada (como muitas línguas indígenas americanas) são chamados de línguas polissintéticas. As línguas em que cada flexão transmite apenas uma única categoria gramatical, como o finlandês, são conhecidas como línguas aglutinantes, enquanto que as línguas em que uma flexão única pode transmitir várias funções gramaticais (como ambos os casos nominativo e plural, como no latim e no alemão) são chamadas de línguas flexivas. Idiomas como o mandarim, que nunca usam inflexões, são chamados de analíticos ou isolantes.

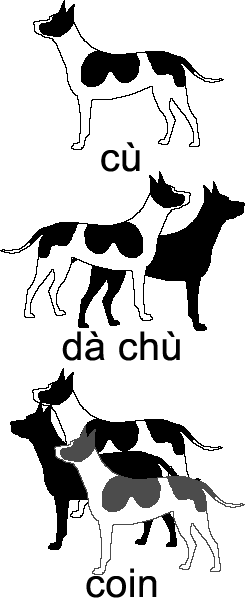
Inflexão do lexema Gaélico Escocês para "cão", que é chù para dual com o número dà ("dois") e coin para plural.

O grau, seja do substantivo ou do adjetivo, é formado por sufixos, e não por desinências. A rigor, trata-se de derivação sufixal, e não de flexão.
Em rigor, é tradição estudá-lo como flexão.
| Flexão             | Tipo                                                                  | Classes gramaticais que admitem essa flexão                   |  |
| ------------------ | --------------------------------------------------------------------- | ------------------------------------------------------------- |  |
| Gênero             | masculino e feminino                                                  | substantivos, adjetivos, artigos, pronomes e numerais         |  |
| Número             | singular e plural                                                     | substantivos, adjetivos, artigos, pronomes, numerais e verbos |  |
| Grau (substantivo) | aumentativo e diminutivo                                              | substantivos                                                  |  |
| Grau (adjetivo)    | comparativo e superlativo                                             | adjetivos                                                     |  |
| Pessoa             | primeira, segunda e terceira                                          | pronomes e verbos                                             |  |
| Tempo              | presente, pretérito e futuro                                          | verbos                                                        |  |
| Modo               | indicativo, subjuntivo e imperativo                                   | verbos                                                        |  |
| Voz                | ativa, passiva e reflexiva                                            | verbos                                                        |  |
| Aspecto            | aumentativo, diminutivo, iterativo, incoativo, conclusivo e imitativo | verbos                                                        |  |

## Morfologia inflexional
As línguas que acrescentam morfemas flexionais às palavras são às vezes chamadas de línguas flexionais. Morfemas podem ser adicionados de várias maneiras diferentes:
- Afixação, ou simplesmente adicionando morfemas à palavra sem mudar a raiz;
- Reduplicação, duplicando toda ou parte de uma palavra para mudar seu significado;
- Alternação, trocando um som por outro na raiz (geralmente sons de vogais, como no processo de ablaut encontrado em verbos fortes germânicos e o Umlaut (ou trema) comumente encontrado em substantivos, entre outros);
- Variações suprassegmentais, como estresse, tonicidade ou tom, em que nenhum som é adicionado ou alterado, mas a entonação e a força relativa de cada som são alteradas regularmente.

A afixação inclui o prefixo (adição antes da base) e o sufixo (adição após a base), bem como a infixação muito menos comum (dentro) e a circunflexão (uma combinação de prefixo e sufixo).
A inflexão é mais tipicamente realizada pela adição de um morfema inflectional (isto é, afixação) à forma básica.